# Fehérterror

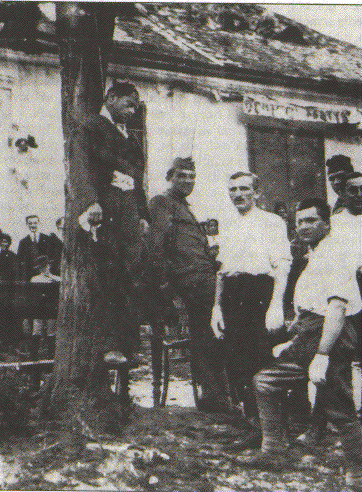
A fehérterror egyik áldozata Magyarországon

A fehérterror fogalmát több korszakban és több államföldrajzi térre értelmezve is lehet használni.

## Néhány történeti előfordulása

### Franciaország
Ellenforradalmi terror általában. A fehér szín ellenforradalmi jelentése a nagy francia forradalom idejére nyúlik vissza, akkor alakult ki a fehér-vörös ellentétpár. A Bourbon-ház liliomos fehér zászlaja jelképezte az ellenforradalmat, a jakobinusok radikális szárnyának vörös zászlaja pedig a forradalom továbbvitelének szándékát jelezte. Franciaországban 1815-ben tombolt fehérterror.

### Magyarország
Magyarországon kb. az 1919 augusztusa és 1921 decembere közötti időszakra használt elnevezés, amelyeket fegyveres különítményesek követték el a legfelsőbb vezetés, például a Hadügyminisztérium tudtával, sőt kifejezett parancsára. Kegyetlenkedéseik, gyilkosságaik célpontja az 1919 március–július közötti kommunista Tanácsköztársaság vezetői, támogatói vagy szimpatizánsai, a vörösterror alatt elkövetett véres atrocitások résztvevői, baloldali értelmiségiek, illetve a berendezkedő Horthy-rendszerrel szemben állók voltak. Hírhedtek voltak a Prónay Pál, Héjjas Iván és Ostenburg-Moravek Gyula által vezetett különítmények. (A további, ismertté vált különítményesek között említhető például a Héjjas-féle különítményhez tartozó Francia Kiss Mihály.) A Tanácsköztársaság bukása után megindult a nemkívánatos személyek internálása, amelyről egy, a belügyminiszter által kibocsátott bizalmas utasítás rendelkezett. Internálhatóvá váltak azok a kommunisták is, akik konkrét politikai bűncselekmény elkövetésével nem voltak gyanúsíthatóak. Született ugyanezen napon egy belügyminiszteri rendelet a letartóztatásokról is, mely szerint bizonyítékok hiányában is letartóztathatóvá vált az, akiről feltételezhető volt, hogy kommunista érzelmű.
A „fehérterror” a kommunista bűntettek (vörösterror) helyszíneit járta végig, és azok valódi vagy vélt elkövetőit, felelőseit vonta felelősségre, sokszor igen erőszakos, kegyetlen módszerekkel. Egyszerre jellemezte önbíráskodás, bosszúállás és a nem közvetlenül érintettek megfélemlítésének szándéka. Gyakran összekapcsolódott antiszemita felhangokkal, pogromokkal. A mozgalomnak a higgadtabb történészi értékelések szerint nagyságrendileg ugyanannyi áldozata volt, mint a megelőző vörösterrornak (500-600 között, esetleg több, de jóval 1000 alatt), bár a Horthy- és a Kádár-rendszerre, valamint a baloldali emigrációra is jellemző volt, hogy az ellenpólus által elkövetett gyilkosságok számát igyekeztek eltúlozni (Böhm Vilmos hadügyi népbiztos, ill. a szintén emigráns Jászi Oszkár pl. teljesen irreálisan 5000 körülire tette az áldozatok számát); ezeknek a túlzásoknak időnként a külföldi történelemtudomány is hitelt adott). Létezik 300-as becslés is. Teljes körű és megbízható lista az áldozatokról természetesen egyik esetben sem maradt fenn, így minden ilyesfajta adat becslésnek tekintendő.  A két „terrorhullám” értékelése mindmáig – erős ideológiai (időnként aktuálpolitikaivá váló) töltetű – történészi viták tárgya.
1920 végére Horthy Miklós felszámolta a különítményeket, azonban kormányzói amnesztiával mentesítette a gyilkosságok tetteseit a felelősségre vonás alól.
Váry Albert a vörösterror áldozatainak névsorához hasonlóan a fehérterror áldozatainak névsorát is elkezdte összeállítani, ám munkáját nem tudta befejezni.

### Amerikai Egyesült Államok
Az Egyesült Államokban is használják a kifejezést, de ott elsősorban fehér bőrű, nem iszlamista terrorizmust értenek alatta, mint például az 1995-ös Oklahoma City-i robbantás vagy a 2013-as bostoni robbantás. Az USA-ban működő feketeellenes társaság, a Ku-Klux-Klan jellemzésére is használják.[forrás?]